# Alondra Tapia
Alondra Denis Tapia Cruz (Concepción de la Vega, 19 maggio 2004) è una pallavolista dominicana, opposto della Lokomotiv Kaliningrad.

## Carriera

### Club
Gioca per la prima volta con la formazione amatoriale del La Vega, approdando subito dopo in Giappone grazie a una borsa ricevuta dal Furukawa Gakuen, con cui disputa tre annate nel campionato delle scuole superiori locale. 
Nella stagione 2023-24 debutta come professionista nella Liga Nacional Superior de Voleibol, indossando la casacca del Deportivo Géminis. Nella stagione seguente gioca invece nella Chinese Volleyball Super League con il Tianjin, che lascia a febbraio, poco prima della conclusione del torneo, per accasarsi per il resto dell'annata nella Lokomotiv Kaliningrad, club di Superliga con il quale conquista la Coppa di Russia e lo scudetto.

### Nazionale
Fa parte della nazionale dominicana under 18 che partecipa al campionato mondiale 2021, mentre con la selezione under 21 è di scena al campionato mondiale 2023; con l'under 23, invece, conquista la medaglia d'oro alla Coppa panamericana 2023, quella d'argento nell'edizione seguente del torneo, in cui viene anche premiata come miglior opposto e quella di bronzo ai II Giochi panamericani giovanili, insignita in questo caso del riconoscimento come miglior realizzatrice del torneo.
Nel 2021 debutta in nazionale maggiore in occasione della NORCECA Final Six, senza però concludere il torneo. Nel 2023 vince la medaglia d'oro ai XXIV Giochi centramericani e caraibici, seguita, un anno dopo, da un altro oro alla NORCECA Final Six, impreziosito dal riconoscimento come miglior opposto del torneo e dalla partecipazione ai Giochi della XXXIII Olimpiade.

## Palmarès

### Club
- Campionato russo: 1

2024-25
- Coppa di Russia: 1

2025

### Nazionale (competizioni minori)
- Giochi centramericani e caraibici 2023
- Coppa panamericana under 23 2023
- NORCECA Final Six 2024
- Coppa panamericana under 23 2024
- Giochi panamericani giovanili 2025

### Premi individuali
- 2024 - NORCECA Final Six: Miglior opposto
- 2024 - Coppa panamericana under 23: Miglior opposto
- 2025 - II Giochi panamericani giovanili: Miglior realizzatrice